# Tarup (Flensborg)
 For alternative betydninger, se Tarup. (Se også artikler, som begynder med Tarup)
Tarup (sønderjysk Tårup) er en bydel i Flensborg beliggende sydøst for midtbyen. Bydelen består af Store og Lille Tarup, Sønderup, Sønderup Højmark, Katgab samt Kors. Tarupmark ligger lidt uden for ved vejen til Rylskov.
Tarup er første gang nævnt 1285 (Dipl. Dan. 2, 3, 139), hvor den stavedes Thorp og betegnede en udflytterby (oldnordisk þorp), Senere tilføjede den angeldanske dialekt en skudvokal og udvidede navnet til Tårup. Kors betegner en tidligere kådnerbebyggelse ved den nuværende vejkryds Nørreløkke og Korsløkke. Navnet minder om et valfardssted indviet til Sankt Jodocus eller Sankt Just, som befandt sig her i middelalderen. Kapellet blev allerede i 1464 ophævet ifølge en bestemmelse af Christian 1..
I den danske periode indtil 1864 hørte landsbyen under Adelby Sogn (Husby Herred, Flensborg Amt). Sognet udgør store dele af det nuværende østlige Flensborg. Store Tarup bestod i 1800-tallet af seks gårde, som lå tæt på hovedvejen. Lille Tarup betegnede syd små kådnersted (husmandssted) ved sognets østlige udkant. Efter at Tarup var blevet stationsby ved amtsbanens forhenværende strækning mellem Flensborg og Kappel opstod en række villaer ved Tarups hovedvej. Som følge voksede de tre dele (Stotre og Lille Tarup samt Kors) efterhånden sammen. Nord for landsbyen opstod i 1900-tallet et stort parcelhuskvarter og Tarup blev mere og mere en forstad til den voksende storby Flensborg. For at undgå indlemmelsen i Flensborg Kommune, havde Tarup sammen med nabobyer Sønderup (med Adelbylund) og Tostrup så sent som i 1966 forenet sig til den nye kommune Adelby. Til trods for dette blev Adelbylund i 1970 indlemmet i Flensborg, Tarup og Sønderup fulgte i marts 1974. Efter indlemmelsen blev arealer syd for Kors bebygget med rækkehuse og parcelhuse. Efter år 200 fulgte et nyt boligområde på Struveløkke (på tysk Struvelücke) mellem Store og Lille Tarup. Tarup og Sønderup forbliver imidlertid adskilte fra hinanden gennem et grønt bælte langs Adelbybæk og banestrækningen Flensborg-Kiel. Nord om Tarup løber Tarup Bæk.
Bydelen er nu især kendt for Adelby Kirke. Kirken er siden indlemmelsen i Flensborg byens ældste bevarede bygning. Den romanske kerne stammer fra 1100-tallet. Selvom kirken har gennem århundreder været sognets centrum, har den ligget ret ensomt omgivet af præstegården og skolen. Kirken har tidligere været forbundet med en sluttet landsby, som forsvandt på et ukendt tidspunkt.